# Kelloggina torrentium
Kelloggina torrentium är en tvåvingeart som först beskrevs av Cornelius Herman Muller 1881.  Kelloggina torrentium ingår i släktet Kelloggina och familjen Blephariceridae. Inga underarter finns listade i Catalogue of Life.